# Braidwood, Illinois
Braidwood là một thành phố thuộc quận Will, tiểu bang Illinois, Hoa Kỳ. Năm 2010, dân số của thành phố này là 6191 người.

## Dân số
Dân số qua các năm:
- Năm 2000: 5203 người.
- Năm 2010: 6191 người.